# Ivo Granitz
Ivan Granec (Zagreb, 8. rujna 1897. – Zagreb, 9. siječnja 1923.), hrvatski nogometaš, napadač Građanskog, u kojem je igrao od 1912, pa do svoje smrti 1923. Granec je bio dobar graditelj igre sa snažnim udarcem i veoma dobar strijelac. Na utakmici protiv Hajduka 1921. godine postiže prvi zgoditak koji je izjednačio na 1:1 Nikola Gazdić, koji je nakon te utakmice i umro.
I. Granec odigrao je dvije utakmice za reprezentaciju, ali mu je priznata samo utakmica u Antwerpenu za Olimpijske igre 28. kolovoza 1920. protiv Čehoslovačke, koja je završila s 0:7 u korist Čehoslovačke.